# Jacobi-Kirche (Wehlau)
Koordinaten: 54° 37′ 4,8″ N, 21° 13′ 51,9″ O

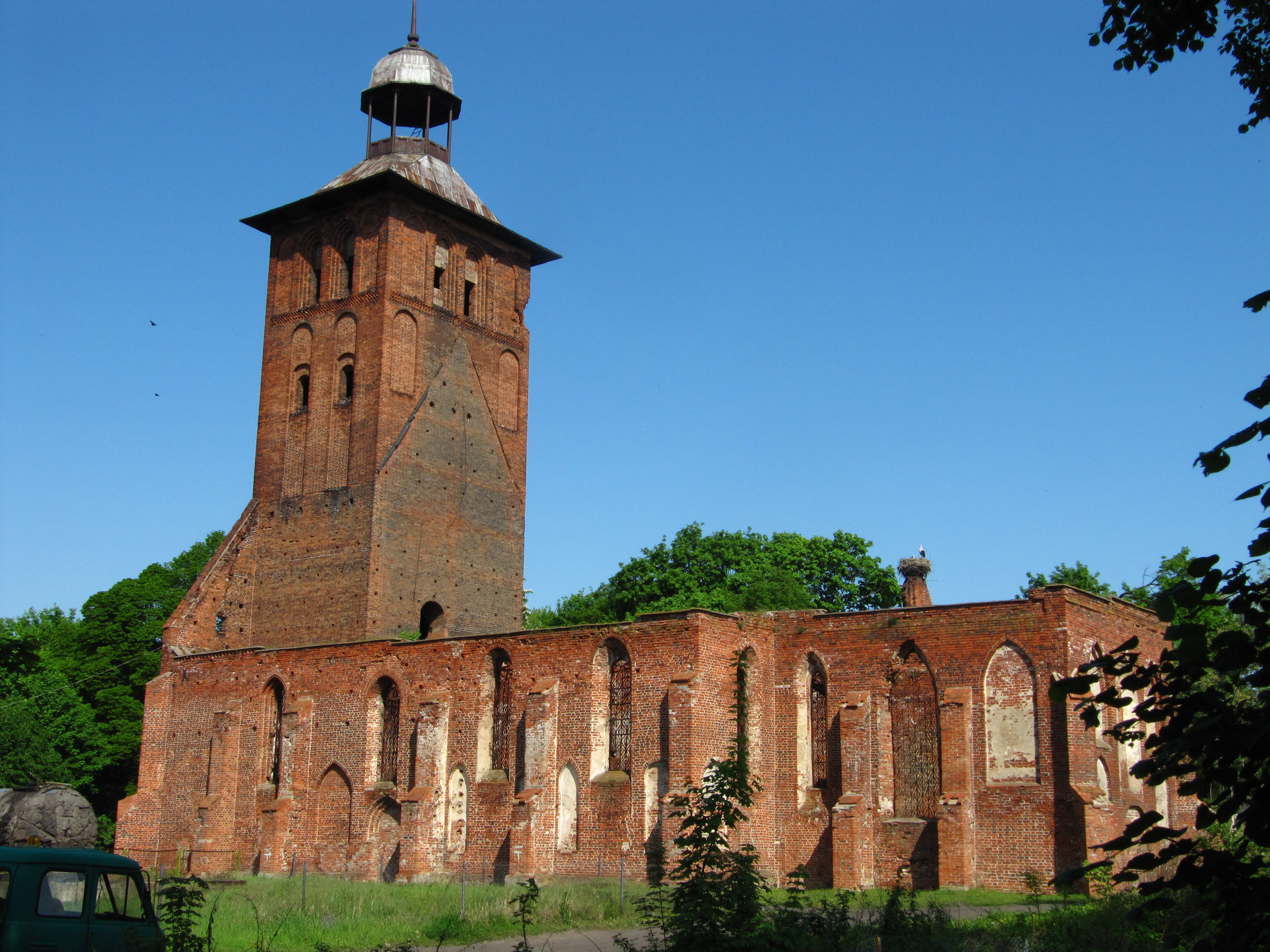
Die Ruine der Pfarrkirche St. Jacobi in Snamensk (Wehlau)

Die Pfarrkirche St. Jacobi in Wehlau stammte in ihren Grundmauern aus den Jahren 1260–1280 und war eine dreischiffige Hallenkirche aus Backstein. Bis 1945 diente sie als evangelisches Gotteshaus in der ostpreußischen Kreisstadt Wehlau. Die Kirchenruine ist heute noch ein weithin sichtbares Wahrzeichen von Snamensk in der russischen Oblast Kaliningrad.

## Lage

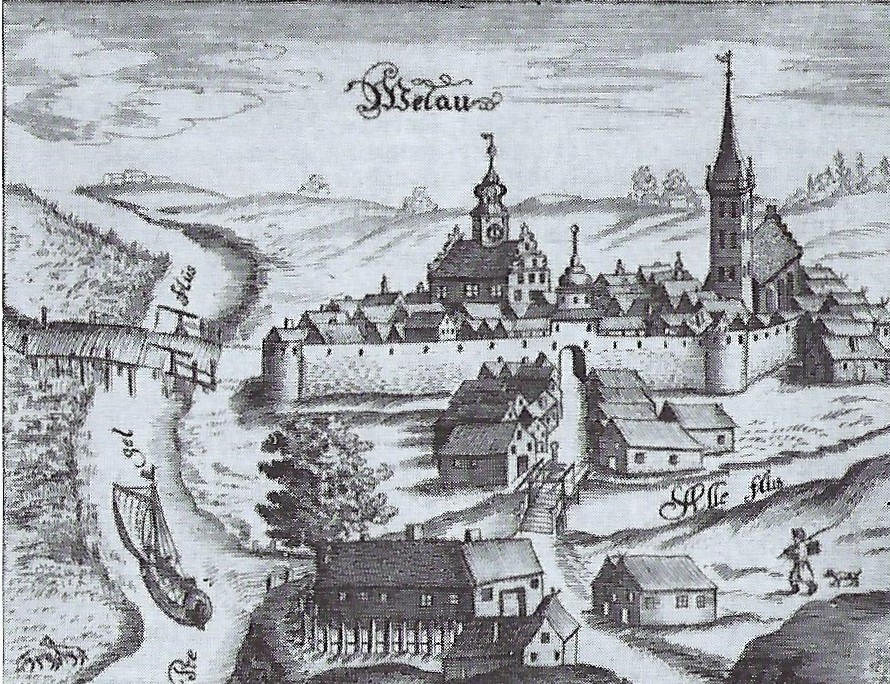
Zwischen Alle und Pregel

Der bis 1946 Wehlau genannte Ort liegt 50 km östlich der Oblasthauptstadt Kaliningrad (Königsberg) an der Mündung der Alle (russisch Lawa) in den Pregel (Pregolja). Die einstige Trasse der deutschen Reichsstraße 1 führt noch durch den Ort, wo sie heute die russischen Fernstraßen R 508 und R 514 kreuzt. Die neue Trasse umfährt als Fernstraße A 229 (Kaliningrad–Tschernyschewskoje (Königsberg–Eydtkuhnen)) im Norden den Ort. Snamensk ist Bahnstation an der Bahnstrecke Kaliningrad–Tschernyschewskoje (Königsberg–Stallupönen) zur Weiterfahrt nach Litauen und ins russische Kernland. Der Standort der Kirche befindet sich östlich der Alle und südlich des Pregel sowie nördlich der Bahnstrecke an der nach Norden führenden Ausfallstraße R 514.

## Kirchengebäude
Die Wehlauer Pfarrkirche galt als bedeutendster Kirchenbau des Kreises und war die einzige dreischiffige Kirche in der Region. Sie entstand in den Jahren 1260 bis 1280 und musste nach Zerstörungen durch die Litauer im Jahr 1347 nach 1351 wieder aufgebaut werden. Der Chor und die Sakristei wurden 1360 bis 1380 errichtet, Langhaus und Turm folgten etwa 1370 bis 1400 und der Ostgiebel zum Ende des 15. Jahrhunderts. Es entstand eine dreischiffige Hallenkirche aus Backstein mit rechteckigem Chor und einem in das Schiff eingezogenen Westturm. Dieser wurde 1537 vom Blitz getroffen und danach niedriger wieder aufgebaut. 1820 erhielt er eine welsche Haube und eine Laterne. Der Ostgiebel war reich gegliedert.
Der Innenraum war ursprünglich flach gedeckt. Er erhielt im 15. Jahrhundert nachträglich ein Sterngewölbe, das auf achteckigen Pfeilern ruhte. Von mittelalterlicher Wandmalerei waren noch Reste zu erkennen. Sie befanden sich an dem Bogen, der sich vom ersten Obergeschoss des Turms zum Kirchenschiff hin öffnete. Sie zeigten Jesu Verrat durch Judas, die Kreuztragung und die Krönung Mariens. Das Altaraufsatz war in seiner Zwischenstellung zwischen Spätrenaissance und Barock von hohem kunsthistorischem Wert. Er war 1633 entstanden und stellte eine Versinnbildlichung des Weinstocks dar, der aus dem Sockel des Hauptbildes emporzuwachsen schien. In den Geschossen befanden sich die Gemälde Karfreitag, Ostern und Pfingsten. Die geschnitzte Altarschranke stammte aus dem Jahre 1688, die Kanzel von 1715. Zur Innenausstattung gehörten Teile alter Stände, Leuchter, Epitaphien und Altargeräte aus dem 17. und 18. Jahrhundert. Eine Orgel erhielt die Kirche im Jahre 1685 (bzw. 1699 von Moosengel nach Janca Bd. II,1 S.10 ff). Sie wurde 1810 umgebaut und 1896 durch einen Neubau der Werkstatt Geelhaar in Königsberg (Preußen) ersetzt. Die Kirche verfügte über drei Glocken.
Die Ostpreußische Operation (1945) brachte dem Gotteshaus schwere Schäden. Die gesamte Ausstattung ging verloren. Die Gewölbe waren zwar noch erhalten, wurden aber in den 1960er Jahren durch gesprengt. Heute stehen nur noch die Außenmauern, die Tragpfeiler, die Arkaden zwischen dem Langhaus und dem Turm sowie kleine Teile der Schutzmauern südwestlich der Kirche. Durch Beteiligung der Kreisgemeinschaft Wehlau ist das Gebäude gesichert und teilweise restauriert worden. Die Schuttberge im Kirchenschiff wurden beseitigt, und 1995 wurde mit Hilfe eines Hubschraubers auf den noch vorhandenen Turmstumpf eine Stahlkonstruktion aufgesetzt und mit einem Helm versehen. Der Kirchturm konnte wieder gangbar gemacht werden, so dass man die in 58 m Höhe gelegene Plattform betreten und einen weiten Rundblick genießen kann.
Im Jahre 1997 fand in der Kirche und teilweise unter freiem Himmel zum ersten Mal seit dem 21. Januar 1945 wieder ein Gottesdienst statt. Neben dem Gotteshaus, dessen Turm immer noch das Wahrzeichen des Ortes ist, wurde ein Heizkraftwerk errichtet.

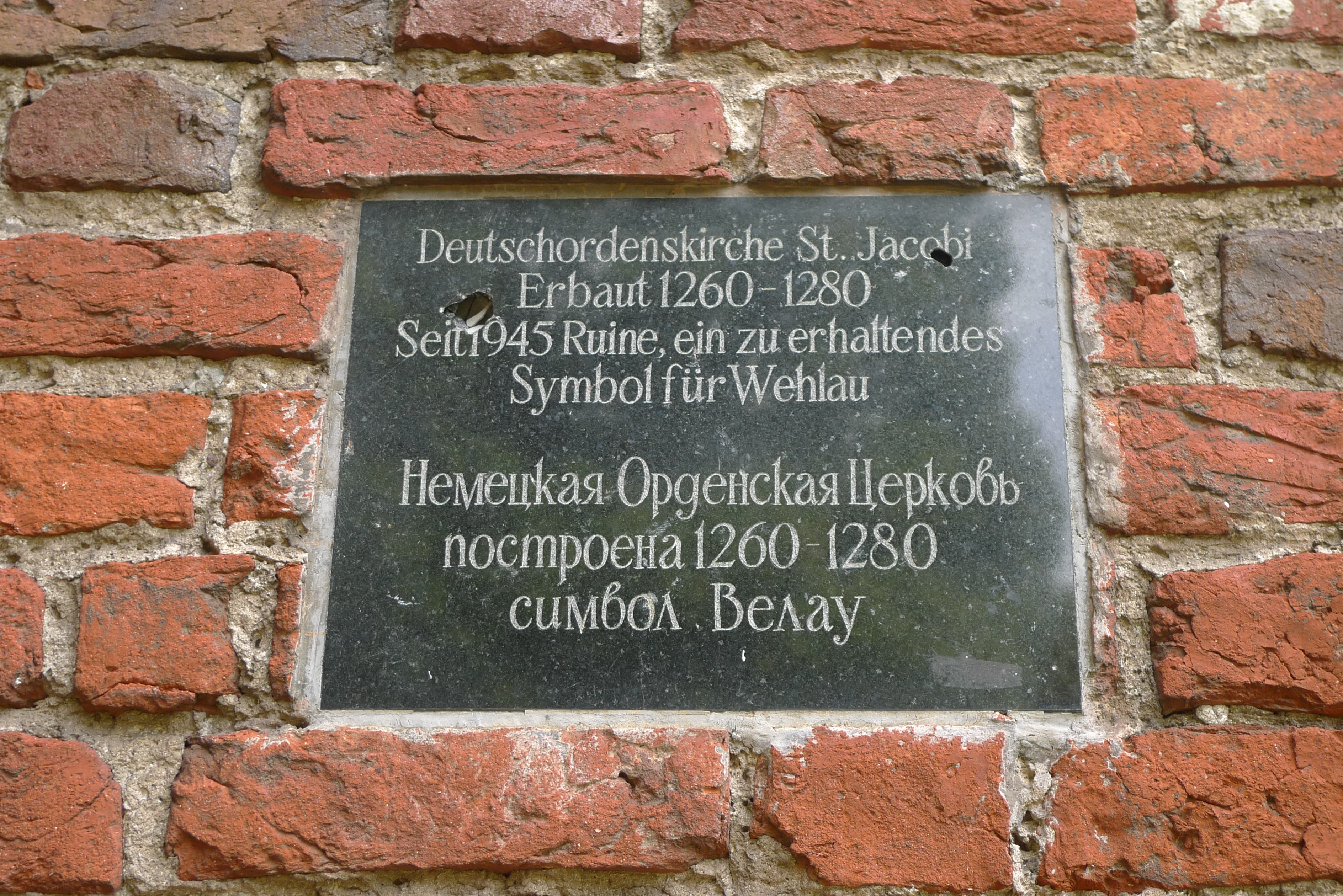
Gedenktafel in der Kirchenmauer

In der Kirchenmauer befindet sich eine Steinplatte mit einer Inschrift in deutscher und russischer Sprache:  Deutschordenskirche St. Jacobi. Erbaut 1260–1280. Seit 1945 eine Ruine, ein zu erhaltendes Symbol für Wehlau.

## Kirchengemeinde
Die Gründung einer Pfarrei in Wehlau geht auf die Jahre um 1380, also in vorreformatorischer Zeit, zurück. Bereits zu Pfingsten im Jahre 1524 hielt hier das Luthertum Einzug. Bis 1945 war das Kirchspiel Wehlau in den gleichnamigen Kirchenkreis eingebunden und gehörte zur Kirchenprovinz Ostpreußen der evangelischen Kirche der Altpreußischen Union. Zuletzt gab es hier drei Pfarrstellen. Der Amtsinhaber der 3. Pfarrstelle war ab 1908 Pfarrer und Leiter der Erziehungsanstalt im Kirchspielort Altwalde. Bei der Volkszählung im Jahr 1925 zählte das Kirchspiel Wehlau insgesamt 7.076 Gemeindeglieder.
Die Flucht und Vertreibung Deutscher aus Mittel- und Osteuropa 1945–1950 der einheimischen Bevölkerung sowie die restriktive Religionspolitik der Sowjetunion machten kirchliches Leben in Snamensk wie in der ganzen Oblast Kaliningrad nach 1945 unmöglich. 
Erst in den 1990er Jahren entstanden neue evangelisch-lutherische Gemeinden. Die Snamensk am nächsten liegende befindet sich in Bolschaja Poljana (Paterswalde). Sie ist eine Filialgemeinde der Auferstehungskirche (Kaliningrad) (Königsberg) in der Propstei Kaliningrad der Evangelisch-lutherischen Kirche Europäisches Russland.

### Kirchspielorte
Zum weitflächigen Kirchspiel der Wehlauer Pfarrkirche gehörten bis 1945 insgesamt 18 Orte:
| Deutscher Name | Russischer Name |  | Deutscher Name | Russischer Name |
| -------------- | --------------- |  | -------------- | --------------- |
| Allenvorwerk   |                 |  | Milchbude      |                 |
| Altwalde       |                 |  | Neuwalde       |                 |
| Alt Wehlau     | Prudnoje        |  | Neu Wehlau     |                 |
| *Bürgersdorf   | Gordoje         |  | Pickertswalde  |                 |
| *Groß Nuhr     | Sawetnoje       |  | Pinnau         |                 |
| Grünwalde      |                 |  | Preußlauken    | Ossipenkowo     |
| *Holländerei   |                 |  | Seeckshof      | Wolostnowo      |
| *Klein Nuhr    | Suchodolje      |  | Senklerkrug    | Letnoje         |
| Klein Richau   |                 |  | Wehlau         | Snamensk        |

(* = Schulort)

### Pfarrer (1524–1945)
Von der Reformation bis 1945 amtierten in Wehlau als evangelische Geistliche:

#### Pfarrkirche St. Jacobi I
- Heinrich N., ab 1524
- NN., 1528
- Johann Röder, bis 1530
- Sebastian Hoffmann, 1530–1534 (in Alt Wehlau)
- Georg Ranglauck, 1537–1541
- Johann Niger, bis 1549
- Matthäus Vogel, 1550–1554
- Jacob Ritter, 1556–1561
- Theobald Axt, 1561–1573
- Erhard Sperber, 1574–1608
- Friedrich Stimer, 1608–1617
- Andreas Vogler, 1617–1625
- Friedrich Stimer, 1625–1631
- Matthias Sethus, 1631–1640
- Michael Reimann, 1641–1666
- Lambert Steger, 1667–1689
- Georg Heiligendörfer, 1689–1694
- Johann Matth. Grünmüller, 1695–1699
- Georg Meyer, 1699–1705
- Christoph Conrad Göritz, 1705–1752
- Theodor Friedrich Thiesen, 1737–1752
- Daniel Hönigke, 1752–1781
- Wilhelm Sperber, 1781–1819
- Rudolf Suche, 1819–1830
- August Wilhelm Siehr, 1830–1832
- Benjamin S. Büttner, 1832–1837
- Daniel S. Weißsemmel, 1838–1852
- Heinrich Christ. Ziegler, 1853–1885
- Robert Eugen Zilius, 1885–1893
- Franz Louis Schwanbeck, 1893–1921
- Paul Gustav Hardt, 1921–1938
- Johannes Carl Julius Zachau, 1939–1945

#### Pfarrkirche St. Jacobi II
- Heinrich Coppius, 1550–1554
- Michael Stange, 1556–1559
- Johann Breder, 1561
- Laurentius Cursor, 1561–1570
- Laurentius Crause, 1570–1604
- Johann Sperber, 1604–1616
- Christoph Richter, 1616–1632
- Martin Reggius, 1632–1655
- Salomo Jester, 1655–1689
- Johann Matthäuas Grünmüller, 1690–1695
- Johann Richovius, 1695–1703
- Christoph Friedrich Lange, 1703–1710
- Wladislaus Heinrich Gensichen, 1711–1731
- Daniel Hönigke, 1732–1752
- Johann Gottfried Kempfer, 1752–1762
- Friedrich Philipp Schröder, 1763–1770
- Heinrich Ephraim Trentovius, 1731–1779
- Wilhelm Sperber, 1779–1781
- Johann Christian Maschke, 1781–1810
- Johann Zimmermann, 1810–1812
- Friedrich Wilhelm Arnold, 1812–1822
- Gottlieb Wilhelm Skronn, 1822–1834
- Leopold Sauer, 1835–1841
- Friedrich Wilhelm Seek, 1841–1878
- Robert Eugen Zilius, 1878–1885
- Wilhelm August C.G. Stengel, 1886–1887
- Carl Ludwig Wohlfeil, 1888–1896
- Heinrich Stuhrmann, 1896–1904
- Heinrich Federmann, 1904–1910
- Ernst August Ed. Sperling, 1910–1912
- Paul Gustav Hardt, 1912–1921
- Hugo Linck, 1922–1930
- Ludwig Grunwald, 1931–1934
- Erwin Rudolf Lange, 1936–1945

#### Erziehungsanstalt Altwalde
- Johannes Schwanbeck, 1906–1910
- Bernhard Czekay, 1910–1916
- Otto Meyhöfer, 1916–1938
- Arthur Fehr, 1930–1933
- Kurt Kohn, bis 1935
- Wilhelm Sauermilch, 1938–1940

### Kirchenbücher
Von den Kirchenbuchdokumenten des Kirchspiels Wehlau haben  sich erhalten und werden im Evangelischen Zentralarchiv in Berlin-Kreuzberg aufbewahrt:
- Taufen: 1835–1944
- Trauungen: 1839–1944
- Begräbnisse: 1836–1944

Größtenteils gibt es alphabetische Namensverzeichnisse, auch in Bezug auf frühere Jahre. Ein besonderes Verzeichnis beurkundet die Geburten der (vermeintlichen) Anhänger von Edward Irving aus den Jahren 1868 bis 1872.